# Фиркирхен (Горња Лужица)
Фиркирхен (њем. Vierkirchen) град је у њемачкој савезној држави Саксонија. Једно је од 59 општинских средишта округа Герлиц. Према процјени из 2010. у граду је живјело 1.866 становника. Посједује регионалну шифру (AGS) 14626570.

## Географски и демографски подаци
Фиркирхен се налази у савезној држави Саксонија у округу Герлиц. Град се налази на надморској висини од 200 метара. Површина општине износи 35,3 km². У самом граду је, према процјени из 2010. године, живјело 1.866 становника. Просјечна густина становништва износи 53 становника/km².